# Марія де ла Пас Ернандес
Марія де ла Пас Ернандес (ісп. María de la Paz Hernández, 1 січня 1977) — аргентинська хокеїстка на траві.
Срібна призерка Олімпійських Ігор 2000 року, бронзова призерка 2004, 2008 років.
Переможниця Панамериканських ігор 1999, 2003 років.
Переможниця Трофею чемпіонів 2001, 2008 років, срібна призерка 2002 року, бронзова призерка 2004 року.
Чемпіонка світу 2002 року, бронзова призерка 2006 року.
Переможниця Панамериканського кубка 2001 року.